# Fujtajbl (Mladí v partě)
Fujtajbl (v anglickém originále Nasty) je třetí díl druhé řady britského sitcomu Mladí v partě.

## Postavy
Jako ve všech dílech i zde vystupují postavy čtyř studentů a spolubydlících Mikea (Christopher Ryan), Vyviana (Adrian Edmonson), Ricka (Rik Mayall) a Neila (Nigel Planer). Alexei Sayle v tomto díle vystupuje jako Harry Hajzl (Harry The Bastard), prodavač elektrotechniky, který se převleče za upíra.

## Děj
Díl začíná šachem mezi smrtkou a šachistou. Po úvodní znělce se objevuje noční scéna, kde hlavní hrdinové nesou rakev po hřbitově. Plán pohřbít Harryho Hajzla (který je v rakvi) jim překazí dva hrobníci, kteří budou vyzvídat celý příběh.
Následně se děj přesune o nějaký čas zpátky do domu, kde hrdinové bydlí. Rick přepouští koupelnu Neilovi, ale ta je plná bláta. Vyvian s Mikem se mezitím snaží spustit video na přehrávači půjčeném od Harryho. Rick si ve svém pokoji začne číst časopis, náhle se však objeví motorová pila. Rick, který netuší, že Vyvian a Neil si vyměnili své pokoje, zatarasí Neilovi cestu (myslí si však, že ji zatarasil Vyvianovi). Pak se přesune do kuchyně, kde opět otevře onen časopis, tam ho ale přeruší Mike. Parta se delší dobu snaží spustit video (Vyvian téměř rozbil přehrávač), nakonec ale vyjde najevo, že nebylo zapojeno. Harry Hajzl se do domu dostane v balíku, ze kterého se vysvobodí, a všechny nepříjemně překvapí, když se převleče za upíra. Nakonec ale vyjde najevo, že to je pouze mizerný obchodník.

## Zajímavosti
Jako hudební host v tomto díle vystoupila punková, v tom období spíš gothic rocková skupina The Damned.
Vyvian v tomto díle dostal pětkrát otázku „Máme video?“ (Jedenkrát od Ricka, Urny, hrobníka a dvakrát od Neila), přičemž třikrát na ní odpověděl „Jo, my máme video!“, jen když se ho na to zeptal Neil, tak nejdřív řekl „Jestli se mně to ještě někdo zeptá, přerazím mu hlavu přes okno!“ Neil otázku zopakoval, což Vyviana donutilo udělat, co slíbil.